# Neujahrsansprache des dänischen Königs
Die Neujahrsansprache des dänischen Königs (dänisch Kongens nytårstale) gilt als fester Bestandteil des Silvesterabends in Dänemark. Die Rede zum Jahreswechsel, die von 1972 bis 2023 von Margrethe II. und 2024 erstmals von Frederik X. gehalten wurde, verfolgen jährlich rund 1,5 Mio. Zuschauer am Fernseher, rund ein Viertel der Bevölkerung.
Als landesweites Fernsehereignis bestärkt sie ein Zusammengehörigkeitsgefühl und zelebriert formelhaft die Einheit von Dänemark und den nordatlantischen Bestandteilen der Monarchie. Es ist der einzige Anlass im Jahresverlauf, zu dem sich der König öffentlich und live an alle Dänen wendet.

## Geschichte
Erste königliche Ansprachen zum Neujahr wurden in den 1880er Jahren von Christian IX. begründet, der mit Trinksprüchen aufs Vaterland anstoßen ließ. In dänischen Zeitungen erstmals wiedergegeben wurden diese Sprüche zu Zeiten Frederiks VIII. (Regierungszeit 1906–1912).
1941, während der deutschen Besatzung, war Christian X. der erste dänische Monarch, dessen Neujahrsansprache im Radio übertragen wurde. 1959 wurde die königliche Neujahrsansprache von seinem Sohn Frederik IX. vom Arbeitszimmer im Residenzpalais (Palais Christian IX.) auf Amalienborg erstmals live im dänischen Fernsehen ausgestrahlt. Die Skepsis von Frederik IX. gegenüber dem neuen Medium zeigte sich darin, dass er den Blickkontakt mit der Kamera vermied und stur vom Manuskript ablas. Noch ein Jahr zuvor hielt er die Rede vom Neujahrsbankett im Palais Christian VII. auf Amalienborg. Von den Kameraleuten konnte damals lediglich das Eintreffen der geladenen Gäste aufgezeichnet werden, da ihnen der Zutritt zum Bankett verwehrt blieb.
1972 übernahm Margrethe II. die Tradition. Im Gegensatz zu ihren Vorrednern war sie sich der Wirkung des Fernsehmediums bewusst und drückte der Neujahrsansprache ihren persönlichen Stempel auf. Sie scheute sich dabei nicht davor, die eigene Bevölkerung zu maßregeln. So geschehen in der historischen Ansprache von 1984, als sie das Verhalten der Dänen gegenüber Einwanderern kritisierte:

„Så kommer vi med vores danske humor og små dumsmarte bemærkninger. Så møder vi dem med kølighed, og så er der ikke langt til chikane og grovere metoder – det kan vi ikke være bekendt.“

„Dann kommen wir mit unserem dänischen Humor und kleinen dummcleveren Bemerkungen. Dann begegnen wir ihnen mit Kaltherzigkeit, und dann ist es nicht weit bis zur Schikane und gröberen Methoden – das ist nicht nett von uns.“

Der von ihr verwendete Ausdruck dumsmart (dt. „dummdreist“) floss in die dänische Umgangssprache ein.
Am 31. Dezember 2023 verkündete Margrethe II. in der Neujahrsansprache völlig überraschend ihre Abdankung zum 14. Januar 2024. Am 31. Dezember 2024 hielt erstmals ihr Sohn, König Frederik X., die Ansprache.

## Ablauf
Wurde die Rede in den Anfangsjahren noch von der Kanzlei des Ministerpräsidenten geschrieben und ohne Änderungen vom Monarchen vorgelesen, so änderte sich das mit Margrethes Regierungszeit. Mitte Oktober schickt ein Beamter des Ministeriums eine nur noch aus Stichwörtern bestehende Liste mit gewünschten Themen an die Königin, die daraus ab November eine Rede ausformuliert. Sie ist dabei nicht nur auf den Wortlaut bedacht, sondern revidiert die Liste inhaltlich nach eigenen Gesichtspunkten. Beraten wird sie dabei von engsten Mitarbeitern, darunter dem Kabinettsekretär. Kurz vor Silvester erhält das Ministerium den endgültigen Entwurf zur Durchsicht. Inwieweit Änderungen am Entwurf der Königin vorgenommen wurden, bleibt ein streng gehütetes Geheimnis. Bisher ist von Meinungskonflikten wegen der königlichen Rede nichts bekannt geworden. Konflikte wären auch überraschend, da von der Krone inhaltliche Zurückhaltung erwartet wird. Am Vormittag des 31. Dezembers geht Margrethe II. die Rede nochmals mit Mitarbeitern von Danmarks Radio durch, um für Hörgeschädigte die verkürzte Version der Untertitel anzupassen, ohne inhaltlich Abstriche machen zu müssen. Um 18.00 Uhr wendet sie sich schließlich vor mehreren laufenden Kameras an das dänische Volk und hält ihre 6–7 Minuten lange Rede.

## Inhalt
Die Neujahrsansprachen des dänischen Königs folgen einem jährlich wiederkehrenden Muster. Eingangs wird über den Jahreswechsel im Allgemeinen philosophiert, dann lässt er in einem persönlichen Jahresrückblick die wichtigsten Ereignisse Revue passieren. Eventuell werden kommende Ereignisse oder Jubiläen v. a. der königlichen Familie angekündigt.
Auch wenn es dem Monarchen nicht gestattet ist, sich in die Politik einzumischen und sie sich deshalb aus parteipolitischen Themen heraushält, bleibt der Inhalt nicht unpolitisch. Eine Rede mit eher politischem Charakter bleibt zwar dem dänischen Regierungschef (Statsminister) vorbehalten, von dem seit 1946 einen Tag später am Neujahrstag ebenfalls eine Neujahrsansprache übertragen wird. Doch aus den Moralvorstellungen von Margrethe II., die durchwegs von einer christlichen Weltanschauung beeinflusst sind, ließen sich ihre politischen Standpunkte herauslesen. Gerne werden dabei Themen aus der Weltpolitik angeschnitten und ihre Bedeutung für Dänemark hervorgehoben. So bedankte sie sich gleich in ihrer ersten Rede 1972 nicht nur für die Anteilnahme am Tod ihres Vaters und für die Glückwünsche zum Regierungsantritt, sondern sparte internationale Konflikte nicht aus. Sie bekundete ihre Hoffnung auf Frieden im Vietnamkrieg und sprach mit dem Eintreten Dänemarks in die Europäische Gemeinschaft und dem deutsch-deutschen Grundlagenvertrag weitere politische Themen an. Um ihre Werte zu vermitteln, wandte sie sich mit zunehmender Direktheit an das Volk. Benutzte sie in den 1970er Jahren noch das anonym anmutende Wort man (dänisch ebenfalls man), hieß es in den 1980er Jahren wir (vi) und uns (os) und seit den 1990er Jahren nur noch mir/mich (mig) und dir/dich (dig).
Zum Ende der Rede folgen besondere Grüße und Danksagungen an ausgewählte Gruppen. Dazu gehören Grüße an die autonomen Gebiete Grönland und Färöer sowie an die dänische Minderheit in Südschleswig. Danksagungen an Dänen, die ihren Dienst im Ausland oder auf See ableisten oder die bei der Polizei und beim Militär arbeiten, werden ebenfalls ausgerichtet. Die Neujahrsansprache endet traditionell mit Gud bevare Danmark (Gott bewahre Dänemark), ein Ausspruch, der 1909 erstmals von Frederik VIII. angehängt wurde.